# Железный Дровосек

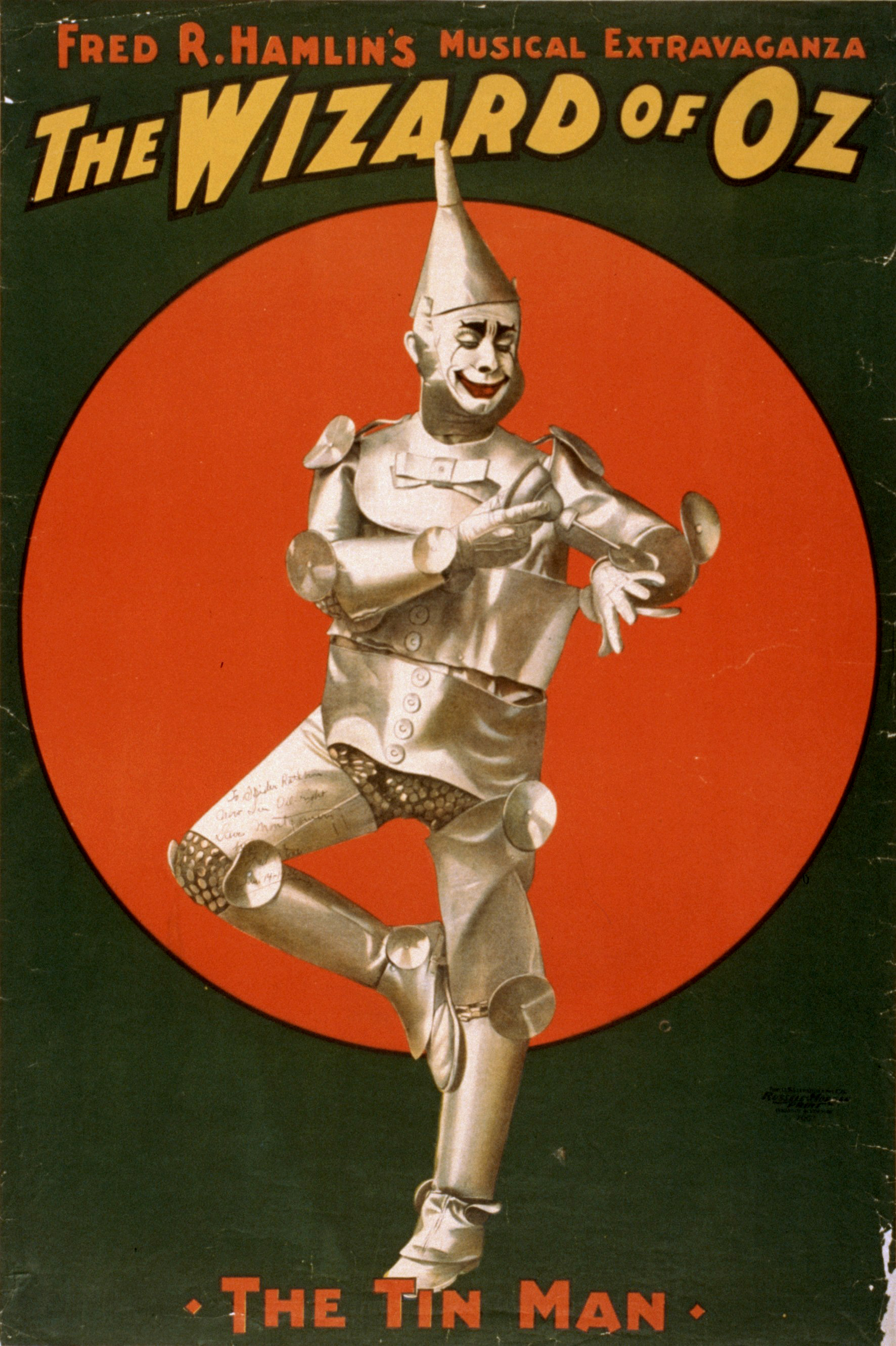

Железный Дровосек (англ. Tin Woodman, буквально — Жестяной дровосек) — персонаж сказочных произведений Фрэнка Баума о волшебной стране Оз и созданных на их основе Александром Волковым произведений о Волшебной стране и Изумрудном городе. Первое появление Железного Дровосека в литературе состоялось с выходом в 1900 году классического произведения Баума «Удивительный волшебник из страны Оз». Затем персонаж встречается во множестве других книг о Волшебной стране.
Изготовленные из жести человеческие фигурки использовались в США конца XIX века в рекламе. Во время написания книги Фрэнку Бауму довелось редактировать журнал об оформлении витрин магазинов. Считается, что такая фигурка и вдохновила Баума на создание персонажа. Образ Железного Дровосека получил распространение в американской культуре, в том числе через популярную киноверсию сказки с участием Джуди Гарленд; позднее Дровосек появился в виде C-3PO в «Звёздных войнах». 

## В книгах Александра Волкова
Дровосек был когда-то самым обычным человеком из народа Жевунов. Когда он решил жениться, тётка его избранницы, желая расстроить их свадьбу, обратилась к злой волшебнице Гингеме. Заколдованный ею топор отрубил Дровосеку сначала ноги, затем руки, а потом и голову. Однако, сообразно законам волшебной сказки, Дровосек не погиб — его друг-кузнец раз за разом заменял ему утраченные части тела на железные. От прежнего Дровосека осталась только душа. Став полностью железным, Дровосек решил, что не может любить свою невесту, потому что кузнец не сумел сделать ему сердце. Желание получить настоящее живое сердце стало заветной мечтой Дровосека.
Однажды, попав под дождь в лесу, Железный Дровосек сильно заржавел и потерял способность передвигаться. Целый год он простоял не сходя с места и в конце концов неминуемо рассыпался бы в прах, если бы его не спасли случайно проходившие мимо путники — девочка Элли и соломенное пугало Страшила, направлявшиеся в Изумрудный город к великому волшебнику Гудвину просить, чтобы он исполнил их заветные желания. Дровосек рассказал друзьям о своей мечте и они приняли его в свою компанию.
После долгого, полного опасностей и приключений путешествия, Элли, Железный Дровосек, Страшила и встретившийся им позднее Трусливый Лев добились исполнения своих желаний. Великий Гудвин дал Дровосеку сердце, а населявший Фиолетовую страну народ Мигунов пригласил Дровосека на должность Правителя. Впоследствии Дровосек не раз показал себя добрым и чутким человеком, верным другом, храбрым воином, бескорыстным и опытным правителем.
Образ Железного Дровосека, как и образы Страшилы, Льва и других, заимствованы Александром Волковым из сказочного цикла Л. Ф. Баума о Стране Оз.

### Заимствование образа другими авторами
Является персонажем сказки «Буратино в Изумрудном городе» Леонида Владимирского, фэнтези-цикла «Миры Изумрудного города» Сергея Сухинова (в котором Дровосека зовут Гуд Керли, и он выковал себе новое железное лицо с бородой) и одним из главных героев сказочной повести «Лазурная фея Волшебной страны» Алексея Шпагина.

## Отличия от персонажа Л. Ф. Баума
Хотя роль Железного Дровосека в книге «Волшебник Изумрудного города» Волкова мало отличается от приключений его прообраза из сказки «Удивительный Волшебник из Страны Оз» Баума, в последовавших продолжениях развитие этих двух персонажей идёт у обоих авторов независимо друг от друга.
Дровосек Баума, несмотря на свою гипертрофированную доброту, оказывается менее ранимым, нежели персонаж Волкова. Если волковский Железный Дровосек скорее романтично-грустен, склонен к постоянной ностальгии по ушедшим временам и тоске по далёким друзьям, то у Баума Жестяной Дровосек более жизнерадостен и оптимистичен. Он вполне доволен судьбой и придерживается на сей счёт определённой философии — например, в одном из разговоров, он призывает собеседника наслаждаться сегодняшним днём, не заботясь раньше срока о грядущих невзгодах («Зачем портить солнечный денёк мыслями о завтрашних бурях?»).